# Bustrèng
Il bustrèng (rara l'italianizzazione bustrengo o bostrengo) è un dolce cotto in forno, tipico di alcune aree collinari e montane della Romagna (Valle del Savio, Valle del Rubicone, Montefeltro), delle Marche e di San Marino.

## Preparazione
È una ricetta tipica invernale della tradizione contadina, per la quale in passato si utilizzavano gli ingredienti e gli avanzi delle pietanze che si avevano a disposizione in dispensa. Proprio per questa ragione ne esistono numerose varianti. Si prepara a partire da un impasto di numerosi ingredienti fra cui farina di grano tenero, farina di granoturco, pangrattato, parmigiano, olio d'oliva, zucchero, miele, mele, pere, fichi secchi, uva passa, noci, mandorle, scorza d'arancia e di limone, che viene posto in una teglia bassa e cotto in forno. Gli ingredienti sono molto diversificati a seconda delle varie aree di diffusione e anche all'interno delle stesse.
Nella zona di Borghi si usano nell'impasto anche uova, vino bianco, noce moscata, bicarbonato. 
Nella Valle del Savio e a Sogliano se ne prepara una versione salata, semplice, di farine miste, parmigiano, latte, uova e scorza di limone.
In alcune zone, in particolare nel Montefeltro, si utilizza talvolta anche il riso cotto nel latte.
Nell'alta Valconca è dolce e con pochissimi ingredienti: pangrattato (oppure farina di grano), zucchero, uova e scorza di limone. 
Presenta analogie col frustingo, che però, diversamente dal bustrèng, contiene anche cacao, caffè e liquore. 
Non va confuso col borlengo modenese.

## Sagre
- A Borghi (FC), a partire dalla festa della Santa Croce nel 1972, si tiene annualmente nella seconda domenica di maggio la Sagra del Bustrengh[12][4].
- Ad Apecchio (PU) si tiene dal 2005 la "tradizionale sagra del Bostrengo" intorno alla terza domenica di agosto.